# 船橋市運動公園陸上競技場
船橋市運動公園陸上競技場（ふなばししうんどうこうえんりくじょうきょうぎじょう）は、船橋市夏見台にある船橋市の運営する競技場。

## 概要
船橋市立夏見総合運動公園内に、野球場や、クレーのサッカーグラウンドである自由広場などと隣接して立地している。スタジアムの周りは木々に囲まれていて、緑あふれる絶好のロケーションの中で観戦が出来る。全日本少年サッカー大会千葉県大会の会場などとして使用されている。

## 施設概要
- 面積：23,570平方メートル[2]
- 公認種別：第2種公認陸上競技場(全天候型)[2]
- トラック：400m(8レーン)、3000m障害走路[2]
- 収容人数：7,000人（スタンド2,000人、芝生席5,000人）[2]
- 施設：会議室、医務室、審判役員室、身障者用トイレ、ロッカー室等付属施設978平方メートル[2]